# Полутетивни мишић
Полутетивни мишић је дугачак површински мишић у задњем делу бутине. Назван је тако јер има веома дугу тетиву. Лежи постеромедијално у бутини, површно у односу на полуопнасти мишић  (лат. m. semimembranosus).

## Анатомија
Полутетивни мишић је фузиформни мишић задњег дела бутине . Заједно са полуопнастим мишићем  и дугачком главом двоглавог мишића бута он обухвата групу звану мишићи и тетиве колена са којима дели ове три заједничке карактеристике;
- сви се причвршћују између исхијалне туберозе карлице и костију ногу
- укрштају зглобове кука и колена на свом курсу и делују на њих
- сви су инервисани тибијалном поделом ишијадичног нерва

Као главни покретач, семитендиносус се протеже и изнутра ротира бутину , савија и изнутра ротира ногу. Такође има постуралну улогу, стабилизује карлични појас 

### Порекло и припоји
Полутетивни мишић се причвршћује између исхијалне туберозности карлице и проксималног краја тибије . Овај мишић је специфичан по томе што скоро половину његове масе чини заобљена тетива  
Полутетивни мишић дели порекло са дугачком главом бицепса фемориса. Оба мишића потичу заједничком тетивом од постеромедијалног отиска на горњем делу исцхијалне туберозе . 
Мишићна влакна се затим спуштају у задњи део бутине и око средине бедра, уступају место тетиви која личи на врпцу. Тетива семитендинозуса заузима инферомедијални ток, прелазећи постериорно до медијалног кондила фемура и латерално до медијалног кондила тибије. Док пролази кроз медијални кондил, делимично се стапа са тетивама мишића грацилиса и сарториуса и формира заједничку инсерциону тетиву звану пес ансеринус . Пес ансеринус се умеће у медијалну површину проксималног краја тибије.

### Односи
Заједно са семимембранозом, полутетивни мишић чини суперомедијалну границу поплитеалне јаме . Његова тетива се може палпирати када је колено савијено против отпора (на пример при чучању), као најлатералнија и задња тетива супермедијалне границе.
Исхијална веза полутетивни мишић лежи дубоко до великог седалног мишића. Налазећи се у истој равни и лоцирани пут унтра од тела двоглавог мишића бута његова тетива су иза  великог приводиоца и полуопнастог мишића  у бутини.
Везање тибије има неколико занимљивих односа; 
- У оквиру пес ансеринус, семитендиносус се умеће дуж вертикалне линије постериорно од сарториуса и постероинфериорно од грацилиса.
- Сва три мишића у пес ансеринусу одвојена су један од другог бурзом . Штавише, пес ансеринус као целина је одвојен од медијалног колатералног лигамента колена ансерином бурзом.

### Инервација
Полутетивни мишић је инервисан тибијалном поделом великог седалног нерва (Л5-С2).

### Снабдевање крвљу
Полутетивни мишић се снабдева крвљу из грана три велика артеријска извора:
- бутне артерија - преко дубоке бутне артерије и њене прве перфорирајуће гране и медијалне бутне циркумфлексне артерије
- унутрашње илијачне артерије - кроз доњу седалну артерију
- поплитеалне артерије - преко доње унутрашње геникуларне артерије.

## Функција
Везајући се између кука и ноге, полутетивни мишић производи покрете на зглобовима кука и колена, производећи екстензију бутине, унутрашњу ротацију, стабилизацију карлице (зглоб кука), флексију ноге и унутрашњу ротацију (зглоб колена).
Функција мишића зависи од положаја делова тела које помера и који је један од његових прикључака фиксиран (порекло или инсерција). Постоје две функције полутетивног мишића које се односе на зглоб кука када је његов тибијални припој фиксиран;
- када је тело у анатомском положају, он изнутра ротира бутину
- ако је труп савијен напред, овај мишић продужава бутину

У случају да је исхијални спој фиксиран, полутетивни мишић има две функције у коленом зглобу:
- када је доњи екстремитет у анатомском положају, он савија ногу
- ако је колено полусавијено, полутетивни мишић изнутра ротира ногу делујући заједно са свим мишићима тетиве.

Сем стабилизације карлице заједно са свим кратким мишићима кука који се везују између карлице и проксималног дела бута, полутетивни мишић такође делује на стабилизацију колена. У ствари, због локације својих тачака уметања, све тетиве колена делују као помоћни унутрашњи стабилизатори колена, допуњујући функцију унутрашњег колатералног лигамента колена.

## Галерија
- Right hip bone. External surface.
- The popliteal, posterior tibial, and peroneal arteries.
- Back of left lower extremity.
- Semitendinosus muscle
- Semitendinosus muscle
- Semitendinosus muscle
- Muscles of thigh. Lateral view.
- Muscles of thigh. Cross section.
- Muscles of thigh. Anterior views.